# Shutendoji
Shutendoji (手天童子 Shutendōji?), también escrito Shuten Doji, es un manga creado por el mangaka Go Nagai, que combina elementos del folclore japonés con fantasía. Una miniserie de OVAs fue creada en base al manga, lanzada entre 1989 y 1991, totalizando 4 episodios de unos 50 minutos aproximadamente cada uno.
En 2002, una nueva versión/secuela titulada Gōmaden Shutendōji (手天童子?), comenzó a ser publicada en la revista Champion Red, siendo una de las series que se publicaron en el primer número de la revista.

## Argumento
Un Oni entrega un bebé en cuidado a una joven pareja por 15 años, luego de los cuales promete pasar a buscarlo. El joven es llamado Shutendo Jiro, quien pasado ese tiempo comienza a tener problemas al dudar de su origen. Sorpresivamente un misterioso culto de Onis empieza a perseguirlo temiendo que sea la reencarnación de Shutendoji, una suerte de Dios que tiene la capacidad de acabar con ellos. Shutendo atravesará el tiempo y el espacio para resolver el misterio de su propio nacimiento y encontrar la manera de acabar con quienes lo acechan.

## Manga
Antes de comenzar la serialización, Nagai creó un one-shot de 57 páginas titulado Shutendoji, publicado en la edición del mes de febrero de 1975 en la revista shōjo Princess, publicado por Akita Shoten. Mientras que este manga tiene algunas similitudes, es una historia completamente diferente, así como ser un manga shōjo en lugar de un shōnen. Más tarde sería renombrado como Jashin Senki (邪神戦記) o Princess Han Shutendoji (プリンセス版手天童子).
Shutendoji comenzó a ser publicado como una serie desde el 5 de septiembre de 1976 al 30 de abril de 1978 en la revista Weekly Shōnen Magazine por Kodansha. El manga fue compilado originalmente en 9 volúmenes, y más tarde se republicó varias veces.
Gōmaden Shutendōji (手天童子?) es un manga creado por Go Nagai y Masato Natsumoto publicado originalmente desde el 19 de agosto de 2002 al 19 de octubre de 2005 en la revista Champion Red de Akita Shoten. A pesar de que tiene una configuración semejante, la historia es diferente de la serie original.

## Novelas
Dos series de novelas basadas en el manga fueron realizadas durante la década de 1980. La primera fue escrita por Yasutaka Nagai y lanzada en 6 volúmenes entre 1986 y 1989 por Kadokawa Shoten. La segunda fue escrita por Fusamichi Kitamura y publicada en dos volúmenes en 1987 por JICC.

## OVAs
El manga fue adaptado a una miniserie de 4 OVAs lanzadas entre 1989 y 1991. Los OVAs fueron lanzados originalmente en VHS y más tarde en laserdisc, en ambas ocasiones por Nippon Columbia. En 2001 fueron relanzados en formato DVD. En Estados Unidos la miniserie fue licenciada por ADV Films en cuatro cintas de VHS y más tarde en dos DVD. En Italia fue lanzada en VHS por Dynamic. En América Latina fue adquirida por Locomotion y estrenada en el año 2000, con doblaje en español realizado en México. En España también se hizo un doblaje propio y se emitió en Canal C: y en Buzz.

### Personal
- Distribuidor: Nippon Columbia
- Idea original: Go Nagai
- Trabajo de planificación: Dynamic Planning
- Director(es): Junji Nishimura (1, 2), Jun Kawagoe (3), Masatomo Sudo (4)
- Escenario: Masashi Sogo
- Supervisión de obra: Hideyuki Motohashi (1, 2)
- Supervisor de animación: Satoshi Hirayama (3, 4), Masatomo Sudo (4)
- Diseño de personajes: Satoshi Hirayama (3, 4)
- Diseño de mecha: Masahiko Okura (3, 4)
- Director de arte: Masazumi Matsumiya (1, 2), Masuo Nakayama (3, 4)
- Director de fotografía: Tadashi Hosono (1, 2, 3), Akihiko Takahashi (4)
- Director de sonido: Akira Yamazaki
- Música: Fumitaka Anzai
- Animación: Studio Signal
- Producción: Nippon Columbia